# Samoa na Mistrzostwach Świata w Lekkoatletyce 2013
Samoa na Mistrzostwach Świata w Lekkoatletyce 2013 – reprezentacja Samoa podczas mistrzostw świata w Moskwie liczyła 1 zawodnika, który nie zdobył medalu.

## Występy reprezentantów Samoa
| Konkurencja           | Zawodnik  | Eliminacje | Eliminacje | Finał    | Finał   |
| Konkurencja           | Zawodnik  | Rezultat   | Pozycja    | Rezultat | Pozycja |
| --------------------- | --------- | ---------- | ---------- | -------- | ------- |
| Rzut dyskiem mężczyzn | Alex Rose | 56,19      | 29.        | NQ       | NQ      |